# قياس سرعة إفراز الهرمون
من المهم جدا في كثير من الحالات المرضية التي تعاني من أعراض فرط أو نقص إفراز الهرمون قياس مستوى و سرعة إفراز الهرمون من غدة صماء في الدم .
الطريقة البسيطة لتقدير سرعة إفراز الهرمون هي:
- أولا : قياس تركيز الهرمونات في الدم بطريقة المقايسة المناعية الشعاعية.
- ثانيا : قياس سرعة التصفية الاستقلابية للهرمونات.

و من هذا يتم الاستنتاج بضرب (قياس تركيز الهرمونات في الدم) في (قياس سرعة التصفية الاستقلابية للهرمونات) قيمة تساوي سرعة الحالة الثابتة لإنتاج الهرمون من الغدة الصماء.
ولكن تكوين الهرمون في الجسم غالبا ما يزداد و ينقص بسرعة كبيرة وفقا لطبيعة الهرمون. ففي مثل هذه الحالات يمكن قياس السرعات المتغيرة لإفراز الغدة الصماء للهرمون فقط بجمع نماذج من الدم الشرياني الذي يدخل الغدة الصماء المسؤولة عن تخزين و إفراز الهرمونات؛ والدم الوريدي الذي يخرج منها، وفي الوقت نفسه تُقاس سرعة جريان الدم في الغدة و من ثم يتمكن الأطباء من أن استنتاج سرعة الإفراز الهرموني بضرب سرعة جريان الدم في زيادة تركيز الهرمون في الدم الوريدي مقسوما على تركيزه في الدم الشرياني. 
وقد كان بالإمكان باستعمال طرق مثل هذه تبيين أن العديد من الغدد الصماء يمكن أن تنبه إلى سرعات افرازية عالية جدا خلال دقائق، كما أن العديد من الغدد تفرز هرموناتها إفرازا متقطعا جدا بدلا من إفرازها بصورة ثابتة. ويصح ذلك بصورة خاصة على هرمونات الغدة النخامية و كذلك بالنسبة للهرمونات القشرية من الغدة الكظرية.